# Iso Grifo
Iso Grifo — итальянский спортивный автомобиль, производившийся компанией Iso в 1965—1974 годах. Автомобиль задумывался как конкурент Ferrari и Maserati, в нём использовался ряд деталей и агрегатов американских компаний Chevrolet и Ford, в частности двигатели.

## Предыстория

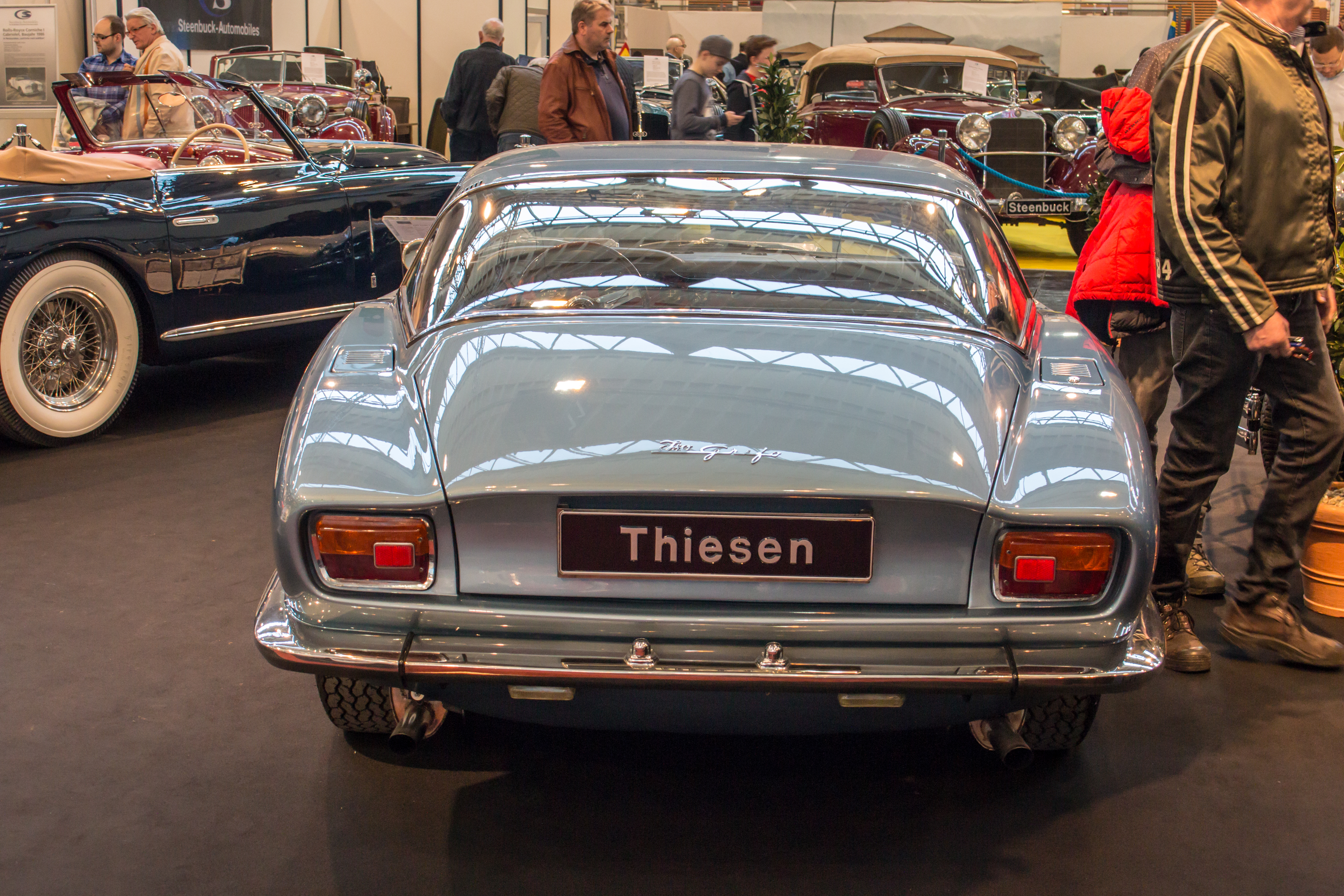
Вид сзади

Итальянская компания Iso начинала производство автомобилей с микромашины Isetta, имевшей всего одну дверь, расположенную спереди. Продажа лицензий на проект микромашины Isetta нескольким фирмам позволила основателю компании сконцентрироваться на выпуске спортивных автомашин высокого класса. Первой стала модель Rivolta, на которую устанавливался двигатель от Chrysler — он был простым и недорогим, но в то же время выдавал высокие показатели. Обладая мощностью в 300 л. с., он разгонял авто до 224 км/ч. В 1965 году на автосалоне во Франкфурте была показана новая разработка — модель Iso Grifo. По легенде, мифические существа грифоны были ярыми врагами лошадей — отсылка к тому, что на эмблемах Ferrari, Porsche, Ford Mustang и некоторых других автомобилей изображены кони. Изготовитель планировал создать лучший спортивный автомобиль.

## Описание

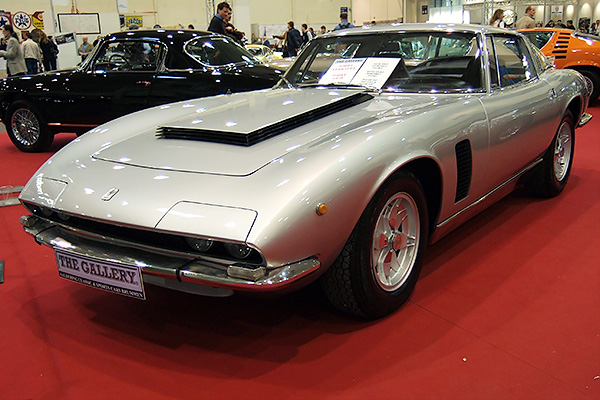
Iso Grifo после обновления (1970)

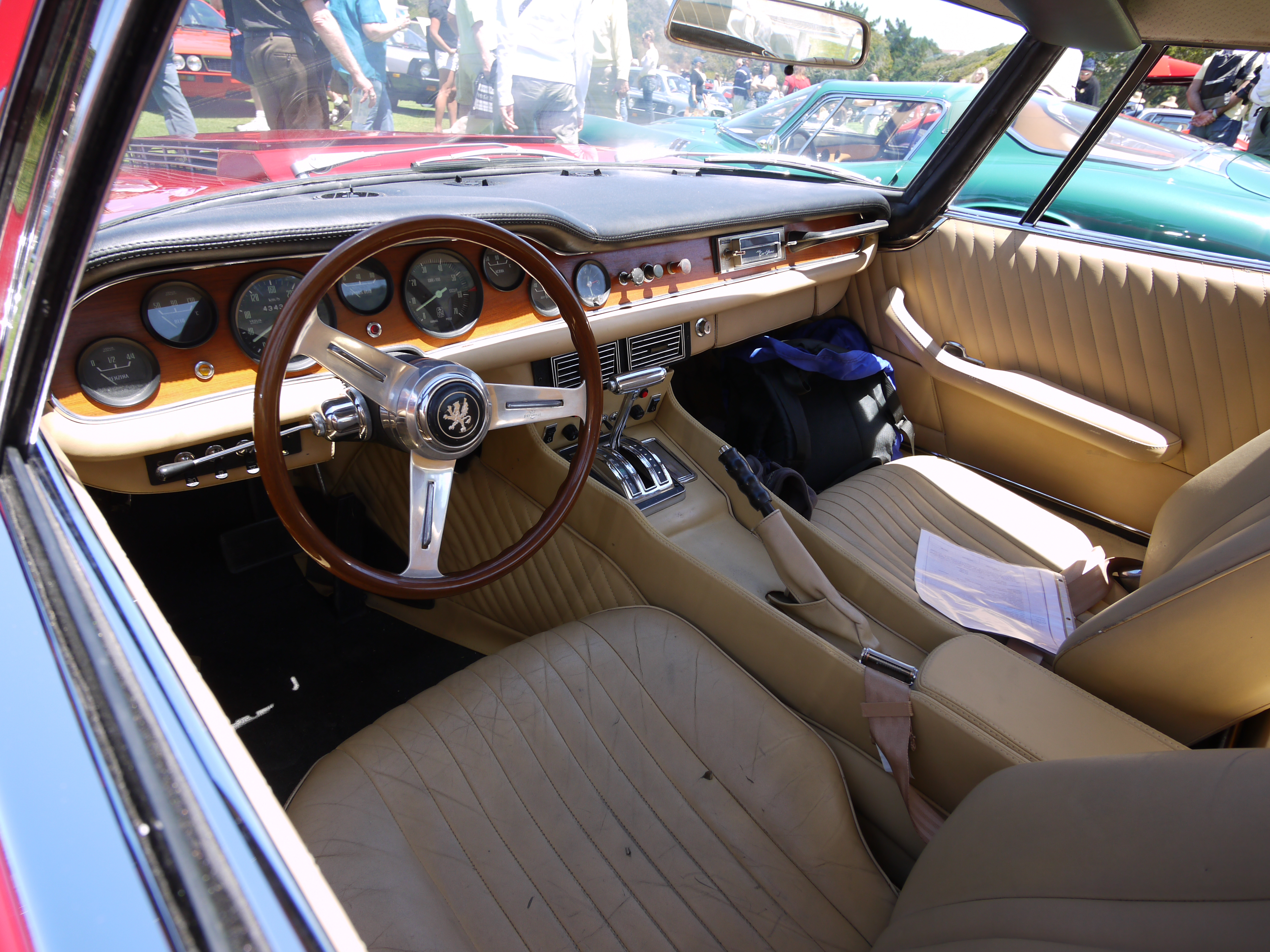
Интерьер

Кузов был разработан Джорджетто Джуджаро из Gruppo Bertone и внешне походил на Pontiac GTO и Chevrolet Corvette Sting Ray; двигатель также достался от Chevrolet, за остальную механику отвечал Джотто Бидзарини. Обычный мотор развивал 300 л. с., более мощный — 365 и разгонял двухместное купе до 256 км/ч. Наряду с четырёх- и пятиступенчатыми коробками передач предлагался и автомат.
В 1968 году, после выхода на рынок Ferrari Daytona и Maserati Ghibli I, двигатель поменяли: теперь это был семилитровый мотор, выдающий 390 л. с. и разгоняющий суперкар до 273 км/ч, а на первой передаче можно было дотянуть до 112 км/ч.
В 1970 году изменился внешний вид Grifo: дизайн от Марчелло Гандини предусматривал более плоский и заострённый к носовой части капот; фары нельзя было назвать ни открытыми, ни закрытыми: в обычном состоянии они выглядывали наполовину, при их включении заслонки уезжали под капот и открывали фары полностью. Техническая начинка также подверглась некоторым изменениям: мотор ещё более форсировали, достигнув 409 л. с., благодаря чему максимальная скорость составляла теперь 285 км/ч.
Такой мощный автомобиль был весьма дорогим — даже Ferrari стоил дешевле — и вместе с тем чрезвычайно популярным: в Германии число продаж было большим, чем у Ferrari, Lamborghini, De Tomaso и Maserati вместе взятых. Однако в 1974 году производитель обанкротился из-за нефтяного кризиса 1973 года. Из полутысячи изготовленных Iso Grifo до сегодняшнего дня сохранились лишь версии купе, а открытые кузова (родстеры) не выдержали коррозии.

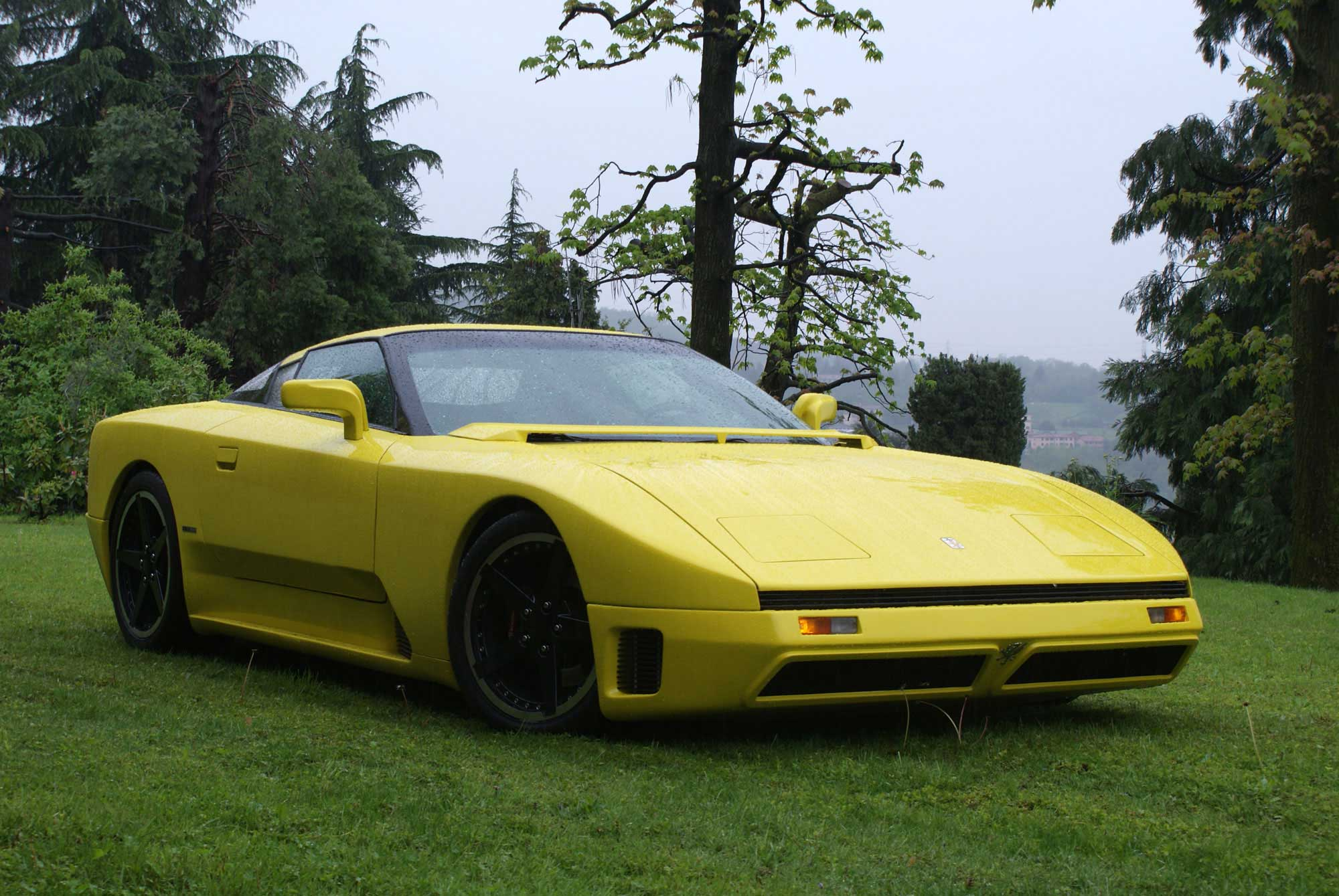
Iso Grifo 90

## Концепт-кар Iso Grifo 90 (1991)
В 1991 году публике представили концепт-кар под названием Iso Grifo 90. Модель имела шасси на основе трубчатой рамы, под капотом был установлен подготовленный американской компаний Callaway Cars турбированный 5,7-литровый форсированный двигатель V8 от модели Chevrolet Corvette мощностью 440 л. с. Планировался запуск серии автомобилей, но планы осуществить не удалось.